# Notte d'estate con profilo greco, occhi a mandorla e odore di basilico
Notte d'estate con profilo greco, occhi a mandorla e odore di basilico è un film del 1986 diretto da Lina Wertmüller con protagonisti Mariangela Melato e Michele Placido.

## Trama

Un primo piano di Mariangela Melato

Una facoltosa manager lombarda, Fulvia Block, rapisce Beppe Catanìa, un irsuto siculo-sardo specialista in sequestri, e lo tiene in catene in attesa del vertiginoso riscatto preteso di 100 miliardi. L'intraprendente signora finisce però con l'accendersi di desiderio per il selvaggio prigioniero, sorvegliato a vista da una telecamera, riducendosi a trascorrere con lui, incatenato e bendato, un'intera notte di sfrenata passione. Estorto infine il riscatto, mentre Fulvia si complimenta del successo con Turi Cantalamessa, il suo imbranato aiutante ex agente CIA aggancia l'automobile su cui viaggia ad un carro attrezzi: è il contro-rapimento ideato dal bandito, di cui la donna, dopo la furiosa esperienza passionale della notte d'estate, cade ora volentieri in balia, accettando di variare nei soli dettagli lo spregiudicato gioco delle parti.